# Rhinella magnussoni
Espèce
Statut de conservation UICN

 LC  : Préoccupation mineure
Rhinella magnussoni est une espèce d'amphibiens de la famille des Bufonidae.

## Répartition
Cette espèce est endémique de l'État du Pará au Brésil. Elle se rencontre dans la municipalité de Belterra.

## Description
Les mâles mesurent de 36,0 à 45,3 mm et les femelles de 43,1 à 53,3 mm.

## Étymologie
Cette espèce est nommée en l'honneur de William Ernest Magnusson.

## Publication originale
- Lima, Menin & Araújo, 2007 : A new species of Rhinella (Anura: Bufonidae) from Brazilian Amazon. Zootaxa, no 1663, p. 1-15.